# Собеслав I
Собеслав I (чеш. Soběslav I.; около 1075 — 14 февраля 1140) — князь Чехии с 1125 года, князь Зноемский в 1113—1123 годах, князь Брненский в 1115—1123 годах, князь Оломоуцкий в 1130—1135 годах из рода Пржемысловичей, младший сын чешского короля Вратислава II от третьего брака со Светославой (Сватавой) Польской.

## Биография

### Борьба за престол
Собеслав родился около 1075 года. Однако впервые в источниках он появляется только в 1110 году. В этом году князь Чехии Владислав I отправился в Бамберг, ко двору императора Священной Римской империи Генриха V. Его отсутствием попытался воспользоваться брат Владислава, бывший князь Чехии Борживой II, который с сыном своего союзника Випрехта Гройчского решил отвоевать престол силой и захватил Пражский замок. В итоге разгорелась междоусобная война, в которой на сторону Владислава стал Ота Оломоуцкий. Войну остановило только вмешательство императора Генриха V, прибывшего в Чехию, чтобы рассудить спор. Император велел схватить Борживоя и Випрехта III, заключив их в замок Хаммерштейн на Рейне.
После пленения Борживоя его сторонники выдвинули нового претендента на чешский престол, которым стал младший брат Владислава и Борживоя — Собеслав, живший в Польше. Себе на помощь Собеслав в 1110 году призвал польского князя Болеслава III Кривоустого. Вторгшиеся поляки разбили армию Владислава на реке Трутине. Но вскоре Болеслав заключил мир с Владиславом и вернулся в Польшу. По условиям мира Собеслав смог вернуться в Чехию, где получил в 1111 году в качестве удела Жатецко.
Однако в 1113 Собеслав вновь поссорился с Владиславом и бежал в Польшу. Набрав армию, он вторгся в Чехию, но особых успехов не добился и был вынужден отступить. Позже он помирился с Владиславом, получив от того в удел Зноемское княжество, а в 1115 году — ещё и Брненское княжество.
В 1123 году Собеслав вновь поссорился с Владиславом, в результате чего был вынужден отправиться в новое изгнание.
В 1125 году Владислав серьёзно заболел и объявил наследником своего верного союзника, князя Оломоуца Оту Чёрного. Однако это не устраивало Собеслава, который в 1125 году вернулся в Чехию. В итоге Сватава, мать Владислава и Собеслава, помирила братьев, после чего Владислав признал своим наследником Собеслава.
Владислав умер 12 апреля 1125 года. Наследовал ему Собеслав, права которого попытался оспорить уехавший в Моравию Ота Чёрный.

### Отношения с правителями Священной Римской империи
В 1125 году умер император Генрих V. Новым правителем Священной Римской империи был выбран герцог Саксонии Лотарь II Супплинбургский. К нему и обратился за помощью Ота Чёрный. Лотарь счёл, что просьба Оты служит удобным предлогом для вмешательства в дела Чешского княжества. Он вызвал на свой суд Собеслава, объявив, что даст ему право на владение Чехией как леном Священной Римской империи. Однако это не устроило Собеслава, который отказался отправляться в Германию. Кроме того, он вторгся в Моравию и подчинил владения Оты, выгнав его. Попытка Лотаря вторгнуться в Чехию окончилась неудачей: его армия была разбита в битве при Хлумце, причём погибло много саксонских и тюрингских рыцарей. Среди погибших был и Ота Чёрный, присоединившийся к армии Лотаря. Сам император с остатками армии был окружён и предпочёл заключить мир с Собеславом. По условиям мира Лотарь обязался не требовать у чешских князей больше, чем было договорено между императором Генрихом V и князем Владиславом I. Позже Собеслав поддерживал Лотаря в его борьбе против Гогенштауфенов.
После смерти Лотаря Собеслав, опасаясь, что зять Лотаря, герцог Баварии и Саксонии Генрих X Гордый, будет достаточно могущественен, чтобы представлять угрозу для независимости Чехии, поддержал партию сторонников Гогенштауфенов, выдвинувших свои кандидатом на германский престол герцога Франконии Конрада. Под влиянием Собеслава Конрада поддержал и маркграф Австрии Леопольд IV, женившийся на дочери Собеслава. В итоге германским королём был выбран Конрад (под именем Конрад III), который за поддержку даровал Собеславу наследственное достоинство государственного чашника.

### Отношения с родственниками и престолонаследие
Во время правления Собеслава династия Пржемысловичей сильно разветвилась. По закону, принятого Бржетиславом I, младшие представители рода получали уделы в Моравии. Многочисленность князей приводила к тому, что они постоянно составляли заговоры против князя Чехии. Собеслава подобное положение не устраивало, и он пытался бороться с этим. После конфискации в 1126 году владений Оты Чёрного Собеслав отдал Брненский удел Вратиславу, сыну покойного князя Ольдржиха Брненского, а Оломоуцкий удел — племяннику Оты Чёрного Вацлаву I. В 1128 году Собеслав пленил Конрада II Зноемского, заключив его в Вышеграде, где он пробыл до 1134 года. В 1129 году Собеслав заключил в Дечине Вратислава Брненского. Впрочем, уже в 1130 году Собеслав выпустил Вратислава и вернул ему удел. После смерти в 1130 году не оставившего наследников Вацлава Оломоуцкого Собеслав долго не назначал туда отдельного князя. Только в 1135 году он посадил в Оломоуце своего племянника Лупольта в качестве наместника.
Желая обеспечить наследование своим сыновьям, Собеслав решил попытаться изменить закон Бржетислава, заменив его принципом наследования по первородству. Для этого он в 1138 году собрал сейм в городе Садска, на котором предложил утвердить своим наследником старшего сына Владислава, которого он в 1137 году сделал князем Оломоуцким. Сейм пошёл навстречу Собеславу и утвердил Владислава его наследником, однако это решение вызвало недовольство других Пржемысловичей. И когда в 1139 году Собеслав во время охоты заболел и был отвезён в город Гостинне, знать тайно собралась в Вышеграде, где было решено не обращать внимание на решение сейма.
Собеслав умер 14 февраля 1140 года в Гостинне. А уже 17 февраля сейм утвердил новым князем Владислава II, сына Владислава I.

### Семья
Жена: с ок. 1123 Аделаида (Адлета) Венгерская (ок. 1105/1107 — 15 сентября 1140), дочь венгерского принца Альмоша и киевской княжны Предславы Святополковны. Дети:
- Владислав II (ум. 1165), князь Оломоуца в 1137—1140
- Мария (ок. 1124/1125 — после 1172); 1-й муж: с 29 сентября 1138 — Леопольд IV (ум. 18 октября 1141), маркграф Австрии с 1136, герцог Баварии с 1139; 2-й муж: после 1141 — Герман III Великий (ум. после 12 июля 1153), маркграф Бадена с 1130, маркграф Вероны в 1148—1151
- Собеслав II (1128 — 9 января 1180), князь Чехии 1173—1178
- Ольдржих (1134 — 18 октября 1177), князь Оломоуца с 1173
- Вацлав II (1137 — ок. 1192), князь Брно 1173—1177, князь Оломоуца 1174—1179, князь Чехии 1191—1192